# Kateheza
Kateheza je odgoj vjere djece, mladeži i odraslih. Ovaj odgoj posebice sadrži sustavno poučavanje kršćanskog nauka radi uvođenja učenika u puninu kršćanskog života.
Starija definicija koja je šira katehezu određuje sveukupnim nastojanje Crkve učiniti od ljudi Kristove učenike, nastojanje pomoći im vjerovati da je Isus Sin Božji, da bi ljudi po vjeri imali život u Isusovo ime. U to nastojanje ulazi odgoj i poučavanje takvu životu, na taj način izgrađujući Tijelo Kristovo.
Sastojni dijelovi kateheze su:
- prvi navještaj Evanđelja ili misionarska propovijed radi pobuđivanja vjere
- istraživanje razloga za vjerovanje
- iskustvo kršćanskog života
- slavljenje svetih sakramenata
- ulaženje u Crkvenu zajednicu
- apostolsko i misionarsko svjedočenje

Literatura:
- Katolici na Internetu  Arhivirana inačica izvorne stranice od 16. listopada 2011. (Wayback Machine) Prenošenje vjere - kateheza iz Apostolske konstitucije Fidei Depositum. Papa Ivan Pavao II., 11. listopada 1992.